# びらん剤
びらん剤（糜爛剤、びらんざい、英: Blister agent）は、化学兵器の分類の一つであり、皮膚、気道、眼球等を爛れさせる効果を持つ。

## 概要
第一次世界戦において、マスタードガスが大規模に実戦使用され、多数の死傷者を出した。びらん剤の種類は、ジクロロアルシン誘導体とマスタード類の2種に分類される。
化学兵器の中では相対的に致死性が低いものの、マスタード類は残留性が高く、場合により数日以上持続する。症状としては、肺水腫、結膜炎、皮膚での紅斑、水疱、壊死等を引き起こし、死亡する場合もある。
皮膚に付着すると激しく爛れるため、ガスマスクだけでは防ぐことができず、防護には全身防護服が必要である。

## 主なびらん剤
- ルイサイト(L)：即効性[4]（旧日本軍では「きい剤」と呼称[5]）[6]
- サルファマスタード（H、HD）[6]：マスタードガス、イペリットとも。遅効性[1][4]（旧日本軍では「きい剤」と呼称[5]）。ゴム製品には浸透するため、それによる防護ができない[7]。
- ナイトロジェンマスタード(HN)[6]
- ホスゲンオキシム(CX)[6]